# A Twist in the Myth
Az A Twist in the Myth a Blind Guardian német power metal-együttes 2006-ban megjelent, nyolcadik lemeze.

## Számok listája
1. This Will Never End – 5:07
2. Otherland – 5:14
3. Turn the Page – 4:16
4. Fly – 5:43
5. Carry the Blessed Home – 4:03
6. Another Stranger Me – 4:36
7. Straight Through the Mirror – 5:48
8. Lionheart – 4:15
9. Skalds and Shadows – 3:13
10. The Edge – 4:27
11. The New Order – 4:49
12. All the King's Horses – 4:13 (japán bónusz)
13. Dead Sound of Misery – 5:18 (digipak bónusz)

- Digipack Bónusz CD

1. Interview (német)
2. Interview (angol)
3. Blind Guardian Media Player

- DLP Bónusz Dalok

1. Market Square (demó) – 5:51

## Felállás
- Hansi Kürsch - ének
- André Olbrich - szólógitár
- Marcus Siepen - ritmusgitár
- Frederik Ehmke - dob, ütős hangszerek, fuvola és duda

## Vendég zenészek
- Oliver Holzwarth - basszusgitár
- Olaf Senkbeil, Rolf Köhler, Thomas Hackmann - kórus
- Martin G. Meyer és Pat Benzner - billentyűs hangszerek

## Produkció
- Charlie Bauerfeind - producer, hangmérnök, felvétel, keverés
- Blind Guardian - producer
- Jan Rubach - hangmérnök
- Marc Schettler - hangmérnök asszisztens
- Anthony Clarkson - album borító
- Axel Jusseit - fényképek
- Nikolay S. Simkin - kísérőfüzet